# Syntemna relicta
Syntemna relicta är en tvåvingeart som först beskrevs av Lundstrom 1912.  Syntemna relicta ingår i släktet Syntemna och familjen svampmyggor.
Artens utbredningsområde är Alaska. Arten är reproducerande i Sverige. Inga underarter finns listade i Catalogue of Life.